# Erkki Vala
Erkki August Valdemar Vala (till 1928 Wadenström), född 17 december 1902 i Borgå, död 14 februari 1991 i Helsingfors, var en finländsk författare och journalist.
Vala var 1928–1930 och 1932–1939 chefredaktör för vänstertidskriften Tulenkantajat och därefter bland annat 1945–1949 chef för Rundradions föredragsavdelning.
Som författare debuterade Vala med pojkberättelserna Kreteliinit ja musta veljeskunta (1927). Romanen Leijonajuhla (1930) beskriver årtiondenas brytningsskeden. Bland hans andra verk kan nämnas Finlands två ansikten (1944) och De baltiska sovjetrepublikerna (1945), som han gav ut under pseudonymen A.R. Torni i Sverige, där han vistades under andra världskriget.